# Josef Reitmajer
Josef Reitmajer (11. listopadu 1919 – ???) byl český a československý politik Komunistické strany Československa, poúnorový poslanec Národního shromáždění ČSR a Národního shromáždění ČSSR a ministr vlád Československa.

## Biografie
Zastával četné stranické posty. 10. sjezd KSČ ho zvolil za kandidáta Ústředního výboru Komunistické strany Československa. 11. sjezd KSČ a 12. sjezd KSČ ho ve funkci kandidáta ÚV KSČ potvrdil. Byl rovněž členem československých vlád. Ve vládě Antonína Zápotockého a Viliama Širokého a druhé vládě Viliama Širokého držel v letech 1953–1957 portfolio ministra hutního průmyslu a rudných dolů. Od roku 1957 pak byl ministrem těžkého průmyslu. Post si udržel i v následující třetí vládě Viliama Širokého až do roku 1963 (oficiálně ministerstvo těžkého strojírenství).
Byl rovněž členem nejvyššího zákonodárného sboru. Ve volbách roku 1954 byl zvolen za KSČ do Národního shromáždění ve volebním obvodu Český Těšín-Třinec. Mandát obhájil ve volbách v roce 1960 (nyní již jako poslanec Národního shromáždění ČSSR za Západočeský kraj). V parlamentu setrval až do konce funkčního období, tedy do voleb roku 1964.